# صبح بهاری در دل شهر
صبح بهاری در دل شهر (انگلیسی: Spring Morning in the Heart of the City) یک نقاشی اثر چایلد هسام است که در سال ۱۸۹۰ کشیده شده‌است. این اثر هم‌اکنون در موزهٔ متروپولیتن واقع در نیویورک نگهداری می‌شود.
این نقاشی، خیابان پنجم نیویورک، و به‌طور خاص، منطقهٔ شلوغ غرب مدیسون اسکوئر بین خیابان پنجم و خیابان مدیسون در شمال خیابان بیست و سوم، را به تصویر می‌کشد. ورودی هتل خیابان پنجم در سمت چپ اثر قابل‌مشاهده است. یک رواق و ساعت دایره‌ای بزرگ هم در سمت چپ تصویر وجود دارد.
این اثر در گالری ۷۷۴ موزهٔ متروپولیتن به نمایش گذاشته شده‌است.